# Infoseek isweb
infoseek isweb（インフォシーク アイエスウェブ）は、日本のインフォシーク（楽天）が運営していた無料・有料ウェブホスティングサービスである。

## 歴史
- 2001年8月 - すでに米本社との資本関係は解消し楽天株式会社の子会社であった株式会社インフォシークが、トライネットワークインターナショナル（後の平成電電）から無料ホームページサービスfreewebを買収してサービス開始。
- 2002年 - 2001年に楽天が買収した株式会社フープスが1999年11月から運営していたHOOPS!を統合。
- 2002年 - ライコスジャパン株式会社を買収し、同社が運営していたTripodを統合。
- 2003年9月 - インフォシークが楽天に併合され、サイト運営者が楽天となる。
- 2010年8月25日 - iswebライトのサービスを2010年10月31日に終了することを発表。
- 2010年11月1日 - 予定通り午前2時頃に無料サービス「iswebライト」が終了。
- 2011年6月末日 - 同じ楽天の運営する「COOL ONLINE」の無料会員サービスが終了。
- 2012年5月21日 - 有料サービス「iswebベーシック」、「COOL ONLINE」の正規会員サービスが終了。

## サービス一覧
iswebベーシック
最後まで運用されていた有料サービス。広告なし、300MB。
CGIはPerl、Python、Ruby、PHP、sendmailが使用可能。
URLは「ユーザーID.web.infoseek.co.jp」。
iswebライト
先行して終了した無料サービス。上下に広告付き、50MB。
CGIはPerlのみ対応、インフォシーク以外からのCGIへのアクセスは禁止。
URLは「isweb**.infoseek.co.jp/カテゴリ/ユーザーID（**はランダムな数字）」。
後に「ユーザーID.*.infoseek.co.jp（* は hp / at / lv のいずれか）」に改定。
ライト終了に伴い、このURLの一部はベーシック版URLへのリダイレクトとなっている。
ベーシック開始以前からURL以外ほぼ同仕様の有料サービス「広告非表示オプション」も提供されている。